# Súper dupla
Súper dupla fue un programa de televisión chileno de concursos, conducido por Jorge Hevia y su hijo Jorge Hevia Jr., transmitido por Televisión Nacional de Chile y su señal internacional TV Chile, los días sábado a las 22:00 (GMT -4) a partir del 16 de junio de 2007. 
Ha sido desarrollado por TVN y la productora Promofilm. La dirección del programa está a cargo de Alejandra Artigas Burr (Chile elige, Hora 25, El último pasajero), la producción general de Juan Carlos Asencio P. (Rojo Vip, Chile elige, Animal nocturno) y la edición Periodística de Matías Amocain (La tele o yo).
Trata sobre 4 parejas, formadas por un padre o una madre y un hijo o hija, que compiten en distintos juegos que apelan al conocimiento que cada uno tiene sobre el mundo del otro.
Actualmente[¿cuándo?] se está emitiendo una adaptación del formato original en España, en concreto en La 1 de Televisión Española.[cita requerida]
El programa fue retransmitido por Televisión Nacional de Chile los sábados a las 12:30 p. m. (GMT -4) desde el 5 de enero de 2013.

## Juegos

### Ellos creen que
Se realiza a una de las secciones del público (de los jóvenes o de los adultos) una pregunta. Los concursantes (en caso de que sea sobre lo que piensan los adultos, debe responder el hijo, y viceversa), deben elegir una alternativa de las tres, que es la que ellos creen que responderá el público. La alternativa correcta será la que elija un mayor porcentaje del público.
Se realizan varias preguntas, que responden todas las parejas. Cada respuesta correcta equivale a CL$100.000.

### El ABC
Se formulan preguntas sobre conceptos de las distintas generaciones en orden alternado (uno para el padre, luego otra para el hijo), sólo una pareja a la vez y siguiendo el alfabeto. En 60 segundos deben responder la mayor cantidad de preguntas, ya que cada respuesta correcta vale CL$50.000. 
El equipo que logra menor cantidad de dinero al final de la prueba es eliminado, quedando sólo 3 parejas.

### Mi mundo, tu mundo
Preguntas con tres alternativas que deben responder: Los Hijos De Cuando Sus Padres Eran Jóvenes. Los Padres De Temáticas Actuales De Los Jóvenes

### El Bombar-duelo
Aparecen una serie de imágenes de famosos, banderas, personajes de TV y razas de perros, y de forma alternada los participantes de una sola pareja deben decir su nombre. Cada respuesta correcta vale CL$75.000. Al final de este juego, queda sólo la Superdupla.

### La apuesta final
La pareja elige quién responderá preguntas sobre el otro, según respuestas dadas a la producción antes del programa. Este debe apostar $300.000, $400.000 o $500.000. Si acerta la respuesta se le suma al dinero que lleva la cantidad apostada, y en caso contrario, se le resta.
Después de las preguntas se hace una pregunta final que puede duplicar la suma total en caso de ser correcta la respuesta o reducirla a la mitad si la respuesta es incorrecta.